# Provinciales (roman de Jean Giraudoux)
Pour les articles homonymes, voir Provinciales.
Provinciales est un roman de Jean Giraudoux publié en 1909 aux éditions Grasset. C'est la première œuvre littéraire publiée de l'auteur.

## Historique
Ce premier roman de son auteur, soutenu par Jules Renard, est sur la liste finale du prix Goncourt mais ne sera pas finalement récompensé face au lauréat En France de Marius-Ary Leblond.

## Éditions
- Éditions Grasset, 1909